# Bent Knee
I Bent Knee sono un gruppo musicale art rock statunitense formatosi nel 2009 a Boston.

## Storia

### Primi anni
Il gruppo è nato dall'incontro tra due studenti del Berklee College of Music, la cantante e tastierista Courtney Swain e il chitarrista Ben Levin: la prima ha assistito a un concerto del Ben Levin Group nell'estate 2008 e, avendo appreso successivamente l'interesse di Levin a comporre musica con parti vocali per il proprio gruppo, ha deciso di prendere parte a una improvvisazione vocale, evento da lei definito come una delle esperienze più incredibili della sua vita e che ha fatto scattare la scintilla della collaborazione con il chitarrista. Il primo brano creato dal duo è stato Urban Circus, inciso nel marzo 2009.
Reclutati in formazione la bassista Jessica Kion, il batterista Gavin Wallace-Ailsworth, il violinista Chris Baum e il produttore Vince Welch, nel settembre 2011 il sestetto ha pubblicato l'omonimo album di debutto, composto da otto brani che spaziano tra sonorità jazz, pop barocco e rock psichedelico. L'11 novembre 2014 è stata la volta del secondo album Shiny Eyed Babies, anticipato il 6 ottobre dal brano Battle Creek.

### Say SoeLand Animal
Nel dicembre 2015 i Bent Knee hanno firmato un contratto discografico con la Cuneiform Records, attraverso la quale hanno pubblicato il terzo album Say So il 20 maggio 2016. L'album presenta maggiori elementi tratti dal rock progressivo, già introdotti nel precedente Shiny Eyed Babies, mantenendo pur sempre una forte componente sperimentale e pop barocco.
Per la sua promozione, il gruppo ha pubblicato il singolo Leak Water e si è esibito negli Stati Uniti d'America durante l'autunno 2016 in qualità di artisti d'apertura dei The Dillinger Escape Plan e successivamente hanno siglato un nuovo contratto discografico con la Inside Out Music per la pubblicazione di un nuovo album in studio. Intitolato Land Animal, il disco è stato reso disponibile il 23 giugno 2017 ed è stato promosso dal singolo omonimo e da Terror Bird, oltre che al videoclip dal vivo di Holy Ghost. Nel mese di aprile hanno aperto i concerti dei Thank You Scientist, tenendo anche un concerto speciale ai Daytrotter Studio di Davenport, mentre durante il mese di ottobre hanno tenuto un breve tour da headliner. Nel marzo 2018 il gruppo si è esibito in Europa, tenendo anche una data speciale a Zurigo nella quale hanno presentato la composizione classica contemporanea Paper Earth, eseguita insieme a un ensemble di percussionisti. Nell'autunno 2018 hanno aperto il tour nordamericano congiunto tra Haken e Leprous, facendo ritorno in Europa nell'inverno 2019 con gli Haken stessi e i Vola.

### You Know What They MeaneFrosting
Il 7 giugno 2019 i Bent Knee hanno presentato il singolo Catch Light, volto ad anticipare il quinto album in studio, e si sono esibiti nello stesso mese insieme ai Thank You Scientist; la collaborazione con quest'ultimo gruppo si è rinnovata nel successivo autunno attraverso un'estesa tournée statunitense di trenta date. Il 17 agosto è stata la volta di un altro singolo, Hold Me In, presentato insieme al relativo video musicale e all'annuncio dell'album, intitolato You Know What They Mean. Il terzo ed ultimo singolo uscito in anticipazione al disco è stato Bone Rage, pubblicato il 20 settembre insieme a un video animato da Ben Levin.
Il 7 ottobre 2021 il gruppo è tornato sulle scene musicali con la pubblicazione del video del singolo Queer Gods, volto ad anticipare il sesto album Frosting. Uscito il 5 novembre dello stesso anno attraverso la Take This to Heart Records, il disco è stato definito «molto differente» dal produttore Vince Welch, in quanto è il risultato di una lavorazione che ha visto ogni componente della formazione lavorare singolarmente alla creazione delle varie parti dei quindici brani. Per la promozione dell'album, i Bent Knee si sono esibiti dal vivo tra ottobre e novembre 2021 in qualità di artisti d'apertura ai The World Is a Beautiful Place & I Am No Longer Afraid to Die.

## Formazione
Attuale
- Courtney Swain – voce, tastiera (2009-presente)
- Gavin Wallace-Ailsworth – batteria (2009-presente)
- Chris Baum – violino, tastiera (2009-presente), voce (2021-presente)
- Vince Welch – sound design, sintetizzatore, chitarra (2009-presente)

Ex componenti
- Ben Levin – chitarra, voce (2009-2022)
- Jessica Kion – basso, voce (2009-2022)

Turnisti
- Jeff Hale – batteria (2011)
- Riley Hagan – basso (2011)

## Discografia

### Album in studio
- 2011 – Bent Knee
- 2014 – Shiny Eyed Babies
- 2016 – Say So
- 2017 – Land Animal
- 2019 – You Know What They Mean
- 2021 – Frosting

### Album dal vivo
- 2014 – Live and Nearly Unplugged

### EP
- 2022 – Audiotree Live

### Singoli
- 2016 – Leak Water
- 2017 – Land Animal
- 2017 – Terror Bird
- 2019 – Catch Light
- 2019 – Hold Me In
- 2019 – Bone Rage
- 2021 – Queer Gods
- 2021 – Set It Off